# James Grieve (Gärtner)

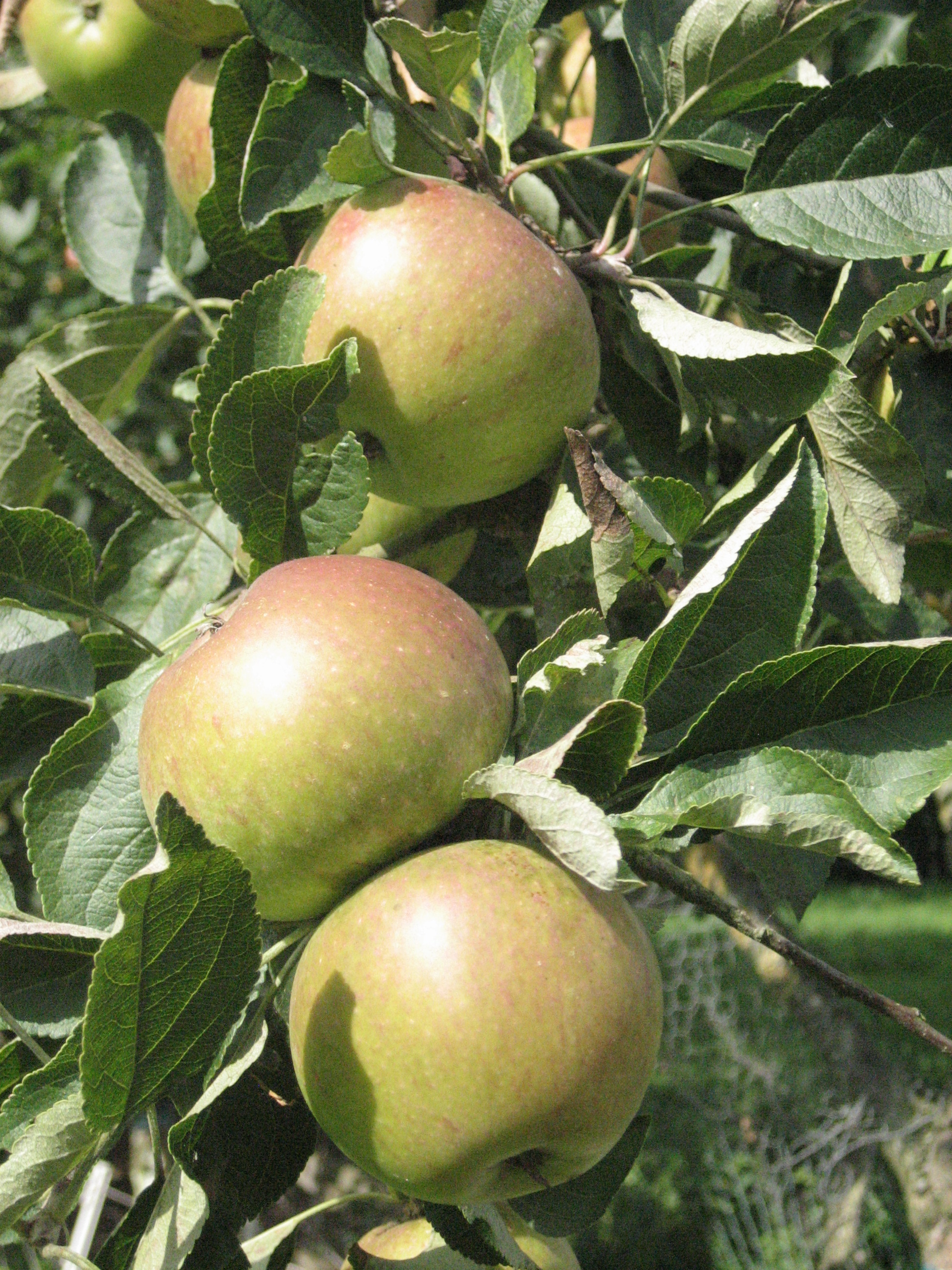
James-Grieve-Äpfel

James Grieve (* 1841 in Peebles; † 1924) war ein schottischer Gärtner und Pflanzenzüchter. Bekannt wurde er insbesondere durch die nach ihm benannte Apfelsorte James Grieve. Ein Porträt Grieves durch Henry Wright Kerr befindet sich im Besitz der National Galleries Scotland.
Grieve wurde als Sohn von Charles und Jane Grieve in Peebles geboren. Er begann im Alter von zwölf Jahren in Peebles eine Ausbildung als Gärtner und arbeitete seit 1855 in den Parks des nahe gelegenen Stobo Castle. Vier Jahre später zog er nach Edinburgh, um an der dortigen Baumschule von Dickson’s Nurseryman zu arbeiten. Dort blieb er 35 Jahre und leitete ab 1870 den Betrieb. Es war bei Dickson and Son, dass er den Apfel züchtete, der sich weltweit verbreiten sollte und bis ins 21. Jahrhundert ein beliebter Gartenapfel ist. Nachdem Dickson 1895 umzog, verließ Grieve den Betrieb, und gründete seinen eigenen Gartenbaubetrieb Redbreas Nursery in Edinburgher Stadtteil Broughton.
Grieve züchtete ihm Laufe seiner Karriere mehrere preisgekrönte Apfel- und Erdbeersorten. Gärtnerisch tat er sich daneben besonders durch die Zucht von Hybriden hervor, insbesondere bei den Veilchen, Nelken und Landnelken. Die Rhododronsorte Grivi ist auch nach Grieve benannt. Er war bekannt als Juror bei Zuchtausstellungen und Dozent bei den gärtnerischen Vereinigungen in Schottland. Dabei hielt er auch Kurse an den Royal Botanic Gardens Edinburgh.
1914 erhielt Grieve für sein Lebenswerk den Neill Award der Royal Caledonian Horticultural Society. Grieve ist auf dem Rosebank Cemetery in Edinburgh begraben. An seinem Geburtshaus in Peebles befindet sich eine Gedenkplakette.